# Saint-Ellier-les-Bois
Saint-Ellier-les-Bois – miejscowość i gmina we Francji, w regionie Normandia, w departamencie Orne.
Według danych na rok 1990 gminę zamieszkiwały 254 osoby, a gęstość zaludnienia wynosiła 19 osób/km² (wśród 1815 gmin Dolnej Normandii Saint-Ellier-les-Bois plasuje się na 637. miejscu pod względem liczby ludności, natomiast pod względem powierzchni na miejscu 303.).